# Kalexes (district)
Kalexes est l'un des districts de la sous-préfecture de Mankountan, situé dans la préfecture de Boffa en république de Guinée,.

## Géographie

### Démographie
- En 2014, le district comptait 918 habitants selon les RGPH 2014[3].